# Chiloglanis rukwaensis
Chiloglanis rukwaensis е вид лъчеперка от семейство Mochokidae. Видът е световно застрашен, със статут Уязвим.

## Разпространение
Разпространен е в Танзания.